# Monte Carlo (film)
Monte Carlo je americká romantická komedie, režírovaná Thomasem Bezuchou. Hlavními hvězdami filmu jsou Selena Gomezová, Leighton Meesterová a Katie Cassidy.

## Obsazení
| Selena Gomezová     | Grace Ann Bennett / Cordelia Winthrop Scott |
| Leighton Meesterová | Mary Margaret "Meg" Kelly                   |
| Katie Cassidy       | Emma Danielle Perkins                       |
| Cory Monteith       | Owen Andrews                                |
| Pierre Boulanger    | Theo Marchand                               |
| Catherine Tate      | Alicia Winthrop Scott                       |
| Luke Bracey         | Riley                                       |
| Andie MacDowell     | Pamela Bennett                              |
| Brett Cullen        | Robert Kelly                                |
| Giulio Berruti      | Princ Domenico Da Silvano                   |

## Produkce

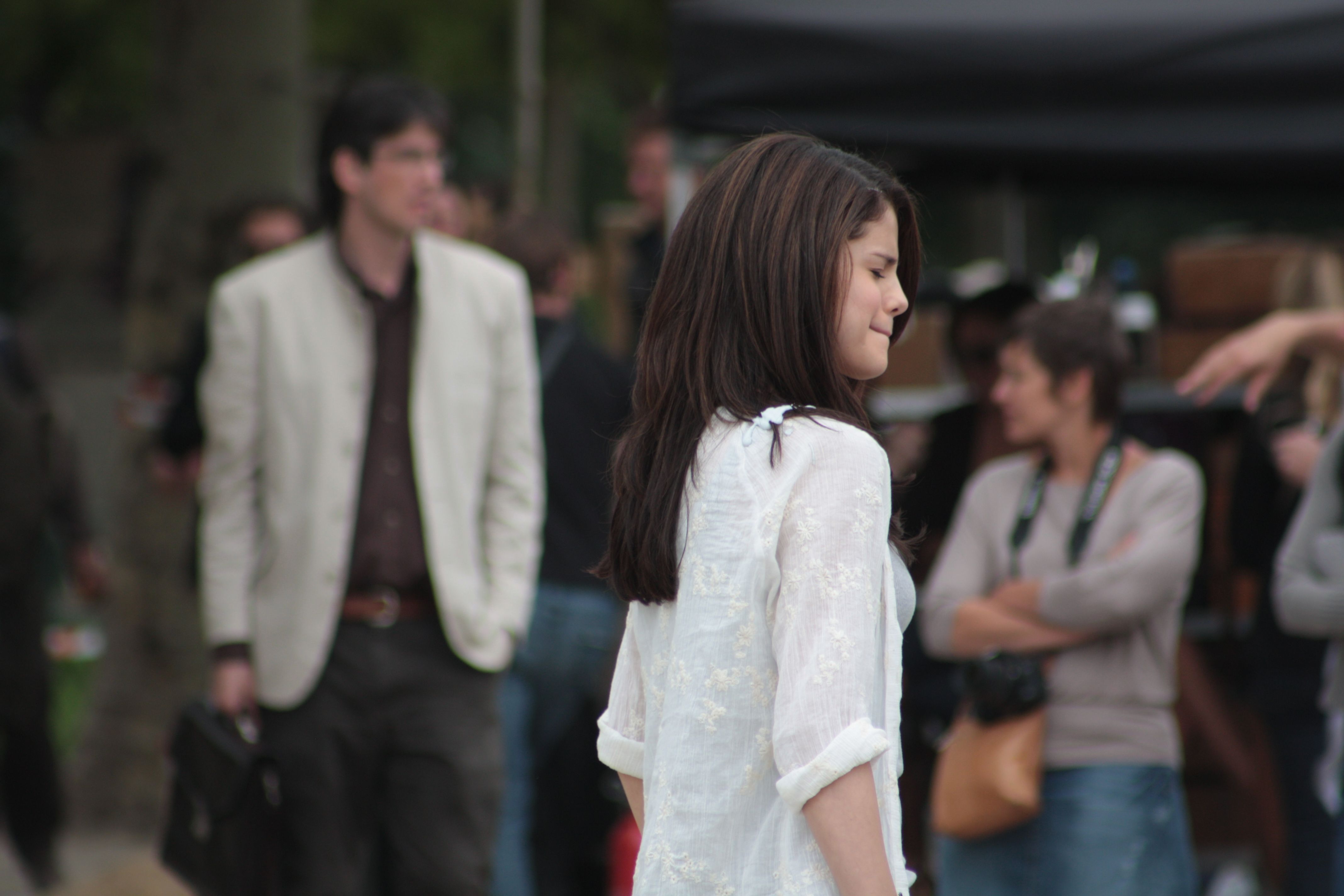
Selena Gomez při natáčení v Paříži, Francie

Film je inspirován novelou Headhunters od Jules Bass. Novela vypráví příběh o čtyřech mladých texaských ženách, které předstírají, že jsou bohaté a vydávají se hledat manžely do Monte Carla. FOX odkoupila práva na film v roce 1999, tři roky před publikací novely. V roce 2005 bylo oznámeno, že bratři Jez a John Henry Buttenworth napíší pro film scénář. Také bylo oznámeno, že Nicole Kidmanová bude hrát jednu z hlavních rolí, stejně tak jako že bude produkovat film s Rickem Schwartzem. Sourozenci Buttenworthovi byli později propuštěni a Tom Bezucha byl najat na místo režiséra a scenáristy. V roce 2010 byl film kompletně přepsán Bezuchou a April Blair.
Film se natáčel v Budapešti a Dunakeszi (Maďarsko), Paříži (Francie), Harghita (Rumunsko a v Monte Carlu (Monako). Natáčení začalo 5. května 2010 a bylo ukončeno 7. července 2010.
V březnu 2010 bylo oznámeno, že Selena Gomezová bude hrát jednu z hlavních rolí. Později byly obsazeny Leighton Meesterová a Katie Cassidy. Pro francouzského herce Pierre Boulangera do byl první anglickojazyčný film, ve kterém se objevil.

### Ocenění
| Ocenění                  | Kategorie                                        | Příjemce      | Výsledky  |
| ------------------------ | ------------------------------------------------ | ------------- | --------- |
| Teen Choice Awards       | Choice Summer Movie                              |               | nominace  |
| Teen Choice Awards       | Nejlepší filmová hvězda léta - muž               | Cory Monteith | nominace  |
| Teen Choice Awards       | Nejlepší filmová hvězda léta - žena              | Selena Gomez  | nominace  |
| ALMA Awards              | Nejoblíbenější filmová herečka - komedie/muzikál | Selena Gomez  | nominace  |
| Hollywood Teen TV Awards | Nejoblíbenější filmová herečka                   | Selena Gomez  | vítězství |